# Picot garser estriat
El picot garser estriat (Dendrocopos atratus) és una espècie d'ocell de la família dels pícids (Picidae) que habita boscos subtropicals de les muntanyes de l'est de l'Índia, sud-oest de la Xina, oest, sud i est de Myanmar, nord-oest de Tailàndia i Laos.